# Cașmir (material)

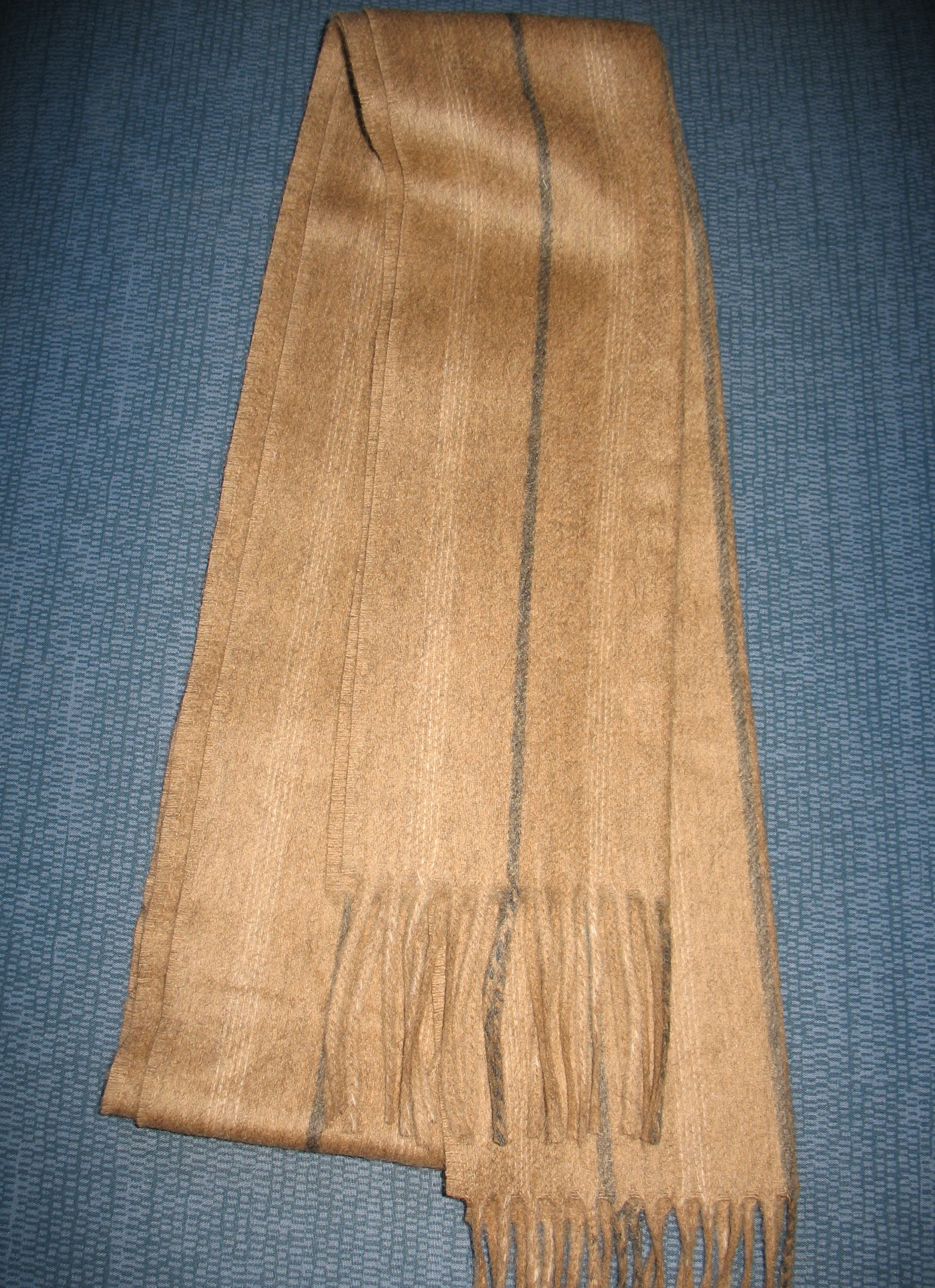
Un șal făcut din Cașmir

Lâna de cașmir, cunoscută de obicei sub denumirea simplă de cașmir, este o fibră obținută de obicei de la caprele de cașmir, de la caprele pashmina și de la alte câteva rase de capre. Aceasta este folosită de sute de ani pentru fabricarea de fire, textile și îmbrăcăminte. Părul de cașmir este strâns asociat cu șalul din Kashmir, iar cuvântul "cașmir" derivă dintr-o anglicizare a cuvântului Kashmir, atunci când șalul din Kashmir a ajuns în Europa în secolul al XIX-lea. 
Părul de cașmir poate fi folosit atât din subpărul moale, cât și din părul de gardă grosier. Părul mai moale este rezervat pentru textile, cum ar fi îmbrăcămintea, iar părul grosier de gardă este folosit pentru perii și alte scopuri care nu țin de îmbrăcăminte. Cașmirul este considerat unul dintre cele mai fine și mai prețioase materiale textile din lume, datorită proprietăților sale izolatoare și călduroase, dar și datorită aspectului său luxos și moale la atingere. 
În prezent, China și Mongolia sunt doi dintre principalii producători de lână de cașmir, urmați de Afganistan. Alte țări care produc lână de cașmir în cantități mai mici includ Iran, India, Pakistan, Nepal, Tibet, Kirghizstan, Kazahstan, Rusia, Turcia și Australia.
S-a constatat că unele articole de îmbrăcăminte comercializate ca având cașmir conțin foarte puțin sau deloc fibre de cașmir, ceea ce a dus la introducerea unor teste mai stricte și la creșterea cerințelor pentru a se asigura că articolele sunt reprezentate corect.
De asemenea, gestionarea defectuoasă a terenurilor și pășunatul excesiv pentru a crește producția de lână de cașmir au dus la degradarea pajiștilor și transformarea lor în deșerturi în Asia, ceea ce a dus la creșterea temperaturilor locale și la poluarea aerului, care poate călători pe distanțe mari, inclusiv până în Canada și Statele Unite ale Americii. În consecință, există o cerere tot mai mare pentru metode sustenabile de producție a lânii de cașmir, care să protejeze mediul și să asigure bunăstarea animalelor implicate în producție.

## Sursă
Istoric, caprele de cașmir cu părul fin erau denumite Capra hircus laniger, sugerând că ar fi o subspecie a caprei domestice Capra hircus. Cu toate acestea, în prezent, acestea sunt considerate mai frecvent ca făcând parte din subspecia de capre domestice Capra aegagrus hircus sau din varianta alternativă Capra Hircus Blythi Goat. Caprele de cașmir produc o lână dublă, care constă dintr-un strat de păr fin și moale, amestecat cu un strat exterior de păr mai drept și mult mai aspru, numit păr de gardă. Acest strat inferior crește iarna pentru a menține caldura animalului în lunile mai reci.
Pentru a obține cașmirul fin, este necesară îndepărtarea manuală a părului inferior, mai degrabă decât tunsul întregii blăni. Acest proces durează mult mai mult pentru a îndepărta cașmirul, dar se obține o fibră mult mai fină și de calitate superioară. După ce părul este îndepărtat, cașmirul este pregătit pentru a fi vopsit și transformat în fire textile, țesături și articole de îmbrăcăminte.
Depănarea este un proces mecanic care separă părul grosier de cel fin și se realizează după tunderea animalului. Acest proces poate fi dificil și necesită muncă manuală în multe cazuri. În unele locuri, cașmirul este încă prelucrat manual, deși în prezent sunt disponibile și mașini care pot ajuta la depănare. După ce este depănat, cașmirul poate fi procesat și transformat în diferite produse textile, cum ar fi șaluri, esarfe, pulovere și alte articole de îmbrăcăminte de lux.

## Colectarea

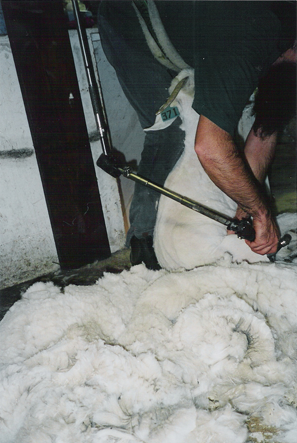
Tunsul caprei de cașmir, Corindhap, Australia.

Lâna de cașmir este colectată în timpul sezonului de primăvară, când caprele își pierd în mod natural haina de iarnă. În emisfera nordică, caprele își fac muta încă din martie și până în mai. În unele regiuni, masa mixtă de puf și păr grosier este îndepărtată manual cu un pieptene grosier care smulge smocurile de fibre de pe animal în timp ce pieptenele este trecut prin lână. Această metodă poate fi mai lentă, dar poate produce o fibră mai pură și de calitate superioară.
În alte regiuni, caprele pot fi tundute, ceea ce poate duce la un conținut mai mare de păr grosier și la un randament mai mic de cașmir pur. Părul de gardă grosier este tăiat de obicei de pe animal și este adesea folosit pentru perii, materiale de interfațare și alte utilizări care nu sunt legate de îmbrăcăminte.
În America, pieptănarea este cea mai populară metodă de colectare a lânii de cașmir. Acest proces durează până la două săptămâni, dar cu un ochi antrenat pentru a vedea când se eliberează fibrele, este posibil să se pieptene fibrele în aproximativ o săptămână.
Termenul de "baby cashmere" este folosit pentru fibrele recoltate de la capre mai tinere și are reputația de a fi mai moi. Cu toate acestea, acest termen nu este reglementat și poate fi folosit în mod incorect pentru a promova produse care nu sunt făcute din cașmir de cea mai bună calitate.

## Producția

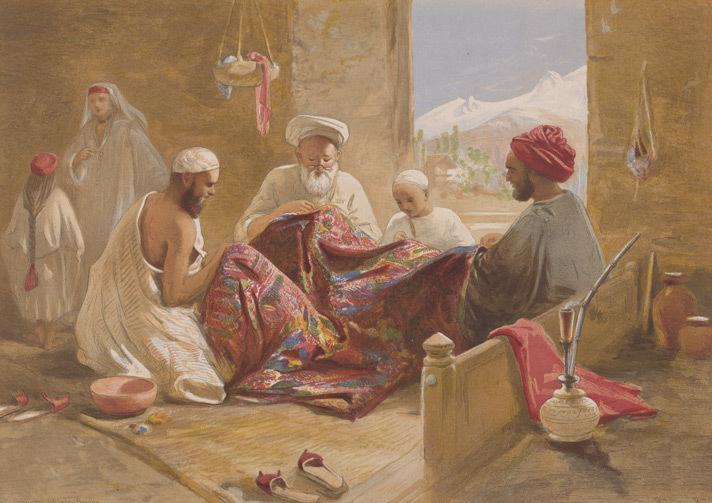
O pictură din 1867 a lui William Simpson care ilustrează bărbați fabricând șaluri folosind lână pashm

China este cel mai mare producător de cașmir brut din lume, cu o producție estimată la 19.200 de tone metrice (în păr) pe an în 2016. Mongolia urmează cu 8.900 de tone (în păr) în același an, în timp ce alte țări cum ar fi Afganistanul, Iranul, Turcia și Kârgâzstanul produc cantități mai mici. Producția mondială anuală brută este estimată a fi între 15.000 și 20.000 de tone (în păr), în timp ce cașmirul pur, rezultat din îndepărtarea grăsimii animale, a murdăriei și a firelor de păr grosier din lână, este estimat la 6.500 de tone (în păr).
Cașmirul pur poate fi vopsit și filat în fire și tricotat în diferite articole de îmbrăcăminte, cum ar fi pulovere, pălării, mănuși, șosete și alte accesorii, sau țesut în țesături care ulterior sunt tăiate și asamblate în articole de îmbrăcăminte, cum ar fi paltoane, jachete, pantaloni, pijamale, eșarfe, pături și multe altele. Producătorii de țesături și articole de îmbrăcăminte din Scoția, Italia și Japonia sunt cunoscuți ca lideri de piață.
Cașmirul poate fi, de asemenea, amestecat cu alte fibre pentru a reduce costul articolelor de îmbrăcăminte sau pentru a obține proprietăți speciale, cum ar fi elasticitatea din lână sau strălucirea din mătase.
În Statele Unite, există reglementări stricte privind etichetarea produselor din cașmir. Potrivit Legii privind etichetarea produselor din lână din 1939, astfel cum a fost modificată, un produs poate fi etichetat ca având cașmir numai dacă sunt îndeplinite anumite criterii, cum ar fi faptul că produsul din lână este reprezentat de fibrele fine (nepieptănate) din subpelerina produsă de o capră de cașmir (Capra hircus laniger), iar diametrul mediu al fibrelor din acest produs nu depășește 19 microni și nu conține mai mult de 3% (în greutate) din fibre de cașmir cu diametre medii care depășesc 30 de microni. Diametrul mediu al fibrelor poate fi supus unui coeficient de variație în jurul mediei care nu trebuie să depășească 24%.

## Tipuri de fibre
- Fibre brute sau crude: acestea sunt fibre care nu au fost procesate și care sunt obținute direct de la animal. Exemple de astfel de fibre ar fi lâna, mohairul și cașmirul brut.
- Fibre prelucrate: acestea sunt fibre care au trecut prin procese de eliminare a părului, spălare și cardare, și sunt gata pentru a fi filate sau țesute.
- Fibre virginale: acestea sunt fibre noi care nu au fost prelucrate anterior și care sunt utilizate pentru prima dată în producția de textile.
- Fibre reciclate: acestea sunt fibre obținute din resturi sau țesături care au fost folosite anterior de consumatori din diferite părți ale lumii. Acestea pot fi reutilizate în producția de textile pentru a reduce deșeurile și pentru a fi mai sustenabile din punct de vedere ecologic.

## Industria mondială a cașmirului
Industria mondială a cașmirului este una importantă și furnizează cantități semnificative de cașmir brut în lume. Mongolia este unul dintre principalii furnizori, contribuind cu aproximativ 9.600 de tone de cașmir brut pe an la piața globală. În Mongolia, doar 15% din cantitatea totală de cașmir brut este utilizată pentru fabricarea de produse finite, în timp ce restul de 85% este exportat sub formă semiprelucrată.
Gobi Corporation este unul dintre principalii producători de îmbrăcăminte din cașmir din Mongolia, achiziționând aproximativ 70% din totalul materiei prime utilizate în producția de articole de îmbrăcăminte finite. Restul de 30% este utilizat de alți producători din Mongolia.
Piața globală a îmbrăcămintei de lux din cașmir se așteaptă să crească semnificativ în următorii ani, cu o estimare de 4,2 miliarde de dolari americani în 2025. În perioada 2018-2025, se preconizează că această piață va crește cu o rată anuală de 3,86%. Această creștere se datorează în principal cererii crescânde de îmbrăcăminte de lux din cașmir în Asia și în alte regiuni importante ale lumii.

## Istorie

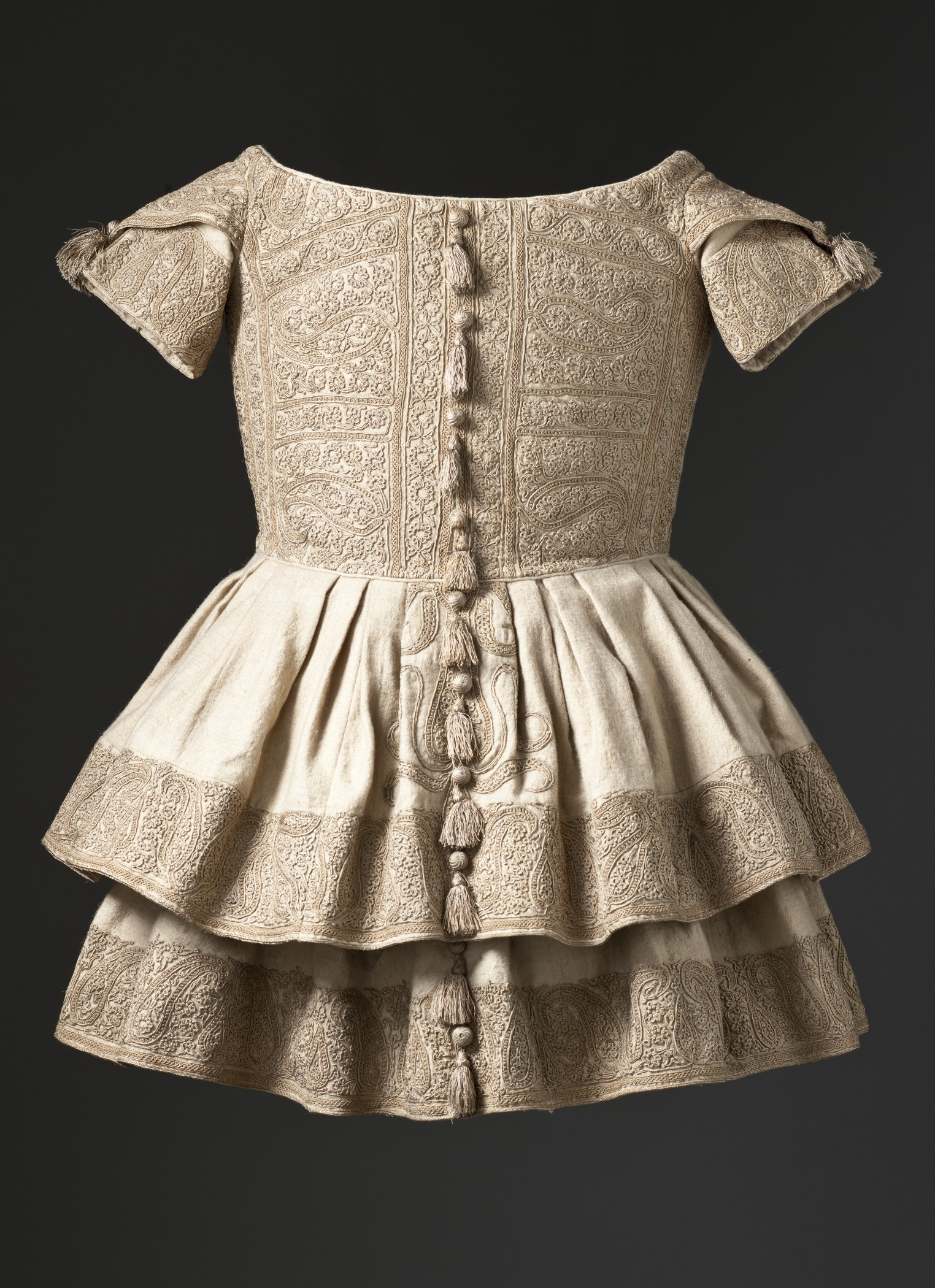
O rochie de băiat produsă în jurul anului 1855 în Kashmir; croi de lână de cașmir cu broderie de mătase și ciucuri de mătase.

Cașmirul a fost fabricat în Mongolia, Nepal și Kashmir de mii de ani. Această fibră este cunoscută sub diverse denumiri, cum ar fi pashm (în persană pentru lână) sau pashmina (cuvânt persan/urdu derivat din pashm), datorită utilizării sale în șalurile tradiționale făcute manual din Kashmir.
Textele care menționează șalurile de lână apar în documente care datează din secolul al III-lea î.Hr. și secolul al XI-lea d.Hr. În Kashmir, există tradiții locale care atribuie fondarea industriei locale a lânii lui Zain-ul-Abidin, conducătorul Kashmirului din secolul al XV-lea, care a adus țesători din Turkestan. O altă tradiție locală spune că fondatorul tuturor meșteșugurilor din Kashmir a fost faimosul sfânt din secolul al XIV-lea, Mir Sayyid Ali Hamadani, care a adus 700 de meșteșugari din Persia în Kashmir.
În timpul unei vizite în Ladakh, Ali Hamadani a descoperit lâna fină de capră și a făcut o pereche de șosete cu propria sa mână. Ulterior, el a dăruit aceste șosete regelui Kashmirului, sultanul Qutubdin (1374-1389 d.Hr.), care a fost impresionat de durabilitatea și finețea lor. Ali Hamadani a adus apoi lână brută de capră din Ladakh și i-a sugerat regelui să înceapă să țese șaluri din această fibră prețioasă. Acesta a fost punctul de plecare al utilizării lânii de cașmir în moda tradițională și în industria textilă din Kashmir și din întreaga lume.
Comerțul cu cantități comerciale de cașmir brut între Asia și Europa a început cu Valerie Audresset SA din Louviers, Franța, care pretinde că a fost prima companie europeană care a filat cașmir în scop comercial. Această companie a importat puful din Tibet prin Kazan, capitala provinciei rusești Volga, și l-a utilizat în Franța pentru a crea șaluri țesute de imitație. În contrast cu șalurile din Kashmir, șalurile franceze aveau un model diferit pe fiecare parte.
Cașmirul importat era întins pe site mari și era bătut cu bețe pentru a deschide fibrele și a îndepărta murdăria. După deschidere, cașmirul era spălat, iar copiii îndepărtau părul aspru. Puful era apoi cardat și pieptănat folosind aceleași metode folosite pentru filarea pieptănatului.
În secolul al XVIII-lea și la începutul secolului al XIX-lea, Kashmirul (numit pe atunci cașmir de către britanici) avea o industrie înfloritoare care producea șaluri din puf de capră importat din Tibet și Tartaria prin Ladakh. Comerțul cu puf era controlat prin tratate semnate în urma războaielor anterioare. În Europa de Vest, șalurile au fost introduse când generalul Napoleon Bonaparte a trimis unul la Paris din campania sa din Egiptul otoman. Sosirea șalului a creat o senzație imediată, iar au fost puse la punct planuri pentru a începe producția șalurilor în Franța.
În anul 1799, la fabrica sa din Reims, William-Louis Ternaux, cel mai important producător de lână din Franța în timpul lui Napoleon, a început să producă șaluri imitație de India (cachemires) folosind lână de oaie merinos spaniolă. Până în 1811, cu ajutorul guvernului, Ternaux a început să experimenteze și producția de șaluri indiene adevărate, folosind ceea ce el numea laine de Perse, adică puf (plapuma) de capre de cașmir tibetane.
În anul 1818, Ternaux a decis să ajute la înființarea unor turme de capre de cașmir în Franța. A fost organizată o celebră expediție în Persia, condusă de orientalistul și diplomatul Pierre Amédée Jaubert, care urma să fie finanțată parțial de guvernul francez. Din turma achiziționată de 1.500 de animale, doar 256 au ajuns în siguranță în primăvara anului 1819 la Marsilia și Toulon, via Crimeea. Aproximativ 100 de capre de cașmir au fost apoi cumpărate de guvernul francez (la 2.000 de franci fiecare) și trimise la ferma regală de oi din Perpignan. Restul, aproximativ 180, inclusiv nou-născuții, au mers la proprietatea lui Ternaux de la Saint-Ouen, în afara Parisului.
Deși Ternaux nu a avut prea mult succes în a-i convinge pe micii fermieri să adauge capre de cașmir la turmele lor de oi, câțiva proprietari de terenuri bogați au fost dispuși să experimenteze cu caprele. Turma lui Ternaux a fost văzută în 1823 de C.T. Tower din Weald Hall, Essex, Anglia. Tower a cumpărat două femele și doi masculi de capră și i-a dus înapoi în Anglia, unde în 1828 a primit o medalie de aur din partea Societății pentru încurajarea artelor, manufacturilor și comerțului pentru creșterea unei turme de capre. Câteva dintre caprele lui Ternaux au fost cumpărate pentru o fermă model la Grignon, lângă Versailles, administrată de M. Polonceau. Polonceau a încrucișat caprele cashmeres cu capre Angora pentru a îmbunătăți puful pentru filatură și țesut. Această turmă Cashmere-Angora a fost văzută de William Riley din New South Wales în 1828 și din nou în 1831, când Riley a cumpărat treisprezece dintre capre pentru a le transborda în Australia. La acea vreme, producția medie a turmei Polonceau era de 16 uncii (500 de grame) de puf. Turma lui Ternaux de la St. Ouen număra încă 150 de exemplare când industriașul a murit în 1833, iar turma de la Perpignan a dispărut în 1829.
În anul 1830, împletirea șalurilor din cașmir cu fire produse în Franța devenise o importantă industrie scoțiană. Consiliul scoțian al Administratorilor pentru încurajarea artelor și manufacturilor a oferit o recompensă de 300 de lire sterline primei persoane care reușea să țeasă cașmir în Scoția după sistemul francez. Căpitanul Charles Stuart Cochrane a colectat informațiile necesare în timp ce se afla la Paris și a primit un brevet scoțian pentru acest procedeu în 1831. În toamna anului 1831, acesta a vândut brevetul lui Henry Houldsworth and sons din Glasgow. În 1832, Henry Houldsworth and sons a început fabricarea firelor, iar în 1833 a primit recompensa.
Dawson International pretinde că a inventat prima mașină comercială de epilare în 1890, iar din 1906 a cumpărat cașmir din China, dar până în 1978 a fost limitată la achiziționarea de fibre din Beijing și Tianjin. În 1978, comerțul a fost liberalizat, iar Dawson International a început să cumpere cașmir din mai multe provincii.
Multe dintre primele centre textile s-au dezvoltat ca parte a Revoluției Industriale Americane. Printre acestea, Blackstone Valley a devenit un contributor important la Revoluția industrială americană. Orașul Uxbridge, Massachusetts, a devenit un centru textil timpuriu în Blackstone Valley, care era cunoscut pentru fabricarea lânii de cașmir și a satinelor.
Producătorul austriac de textile Bernhard Altmann este creditat ca fiind cel care a adus cașmirul în Statele Unite ale Americii pe scară largă începând cu 1947.
În anii 2010, au fost făcute încercări de a îmbunătăți industria cașmirului din Afganistan prin importul de capre italiene, însă acestea au fost criticate ca fiind o risipă.